# Alessandro Serbelloni, V duca di San Gabrio
Alessandro Serbelloni, V duca di San Gabrio (Milano, 19 agosto 1745 – Milano, 12 ottobre 1826), è stato un nobile italiano.
Fu conte di Castiglione Lodigiano, Grande di Spagna, duca di San Gabrio, feudatario di Romagnano, Marchese d'Incisa, consignore di Castelnuovo Belbo, feudatario di Gorgonzola, di Camporicco e di Cassina de' Pecchi.
Dal 1788 aggiunse per eredità al proprio il cognome Sfondrati per sé e per i propri eredi.

## Biografia

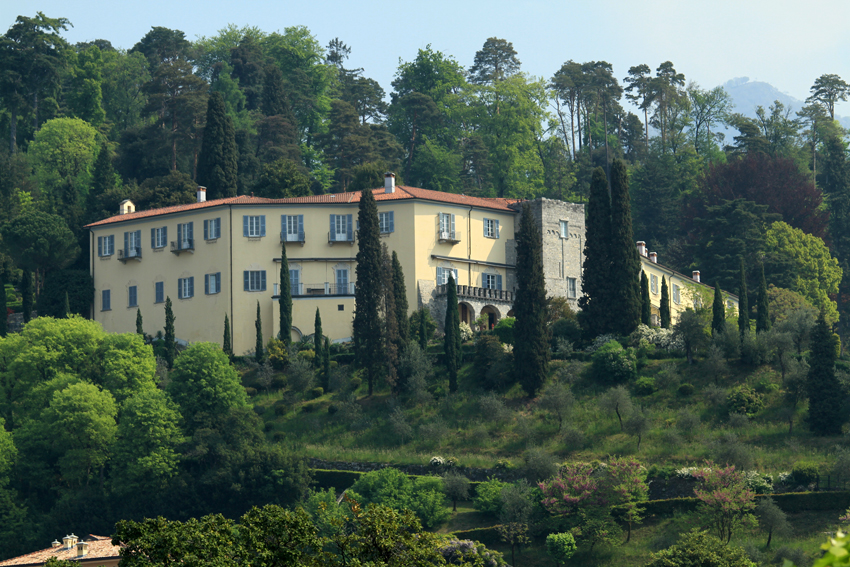
Villa Serbelloni oggi. Alessandro Serbelloni ereditò il complesso nel 1788 da Carlo Sfondrati

Alessandro Serbelloni era il figlio secondogenito del nobile Gabrio Serbelloni, III duca di San Gabrio e di sua moglie, la duchessa Maria Vittoria Ottoboni. Assieme al fratello Gian Galeazzo,  ebbe come precettore nei primi anni il celebre poeta milanese Giuseppe Parini.
Alla morte del padre, suo fratello maggiore ottenne il titolo di duca, reggendo le sorti della casata, mentre Alessandro mantenne un profilo più basso. Dal 1788 si dedicò alla complessa amministrazione delle molte proprietà lasciategli in eredità dal colonnello Carlo Sfondrati, VI duca di Montemarciano, ultimo rappresentante dell'importante famiglia aristocratica milanese che lo rese suo erede universale con l'obbligo però di aggiungere al proprio anche il cognome di Sfondrati, per sé e per i propri eredi. Tra queste proprietà vi era anche quella che fu poi nota col nome di Villa Serbelloni a Bellagio, che Alessandro si prodigò personalmente per restaurare ed abbellire ulteriormente, trascorrendovi la maggior parte dell'anno.  Qui Alessandro ospitò in seguito, tra gli altri, l'imperatore Francesco II d'Asburgo-Lorena e la scrittrice inglese Mary Shelley.
Nel 1802, quando morì suo fratello Gian Galeazzo (che aveva rinunciato ai propri titoli nobiliari nel 1796 per l'avvento della Repubblica Cisalpina, divenuta poi nello stesso 1802 Repubblica Italiana, voluta dal Bonaparte), Alessandro divenne suo erede dal momento che questi non aveva avuto eredi maschi. Malgrado l'ottenimento dei titoli nobiliari e la conservazione di tutti i  possedimenti per l'accorta politica tenuta dal fratello, Alessandro non poté farsi chiamare duca di San Gabrio in pubblico per le disposizioni volute dal governo rivoluzionario a Milano; rientrò in possesso dell'uso dei propri trattamenti solo con la restaurazione austriaca nel 1815. Oltre ai titoli ed a una parte dei possedimenti del fratello (questo lasciò molti beni tra cui il Palazzo Serbelloni alla propria figlia approfittando della fine dei vincoli ereditari stabilita dal nuovo governo napoleonico), Alessandro ereditò anche un palco al Teatro alla Scala, in condivisione però col faccendiere e caffettiere milanese Giuseppe Antonio Borrani nel 1809 (Serbelloni aveva il palco nei giorni dispari e Borrani nei giorni pari) e con la nipote Maria Luigia (figlia di suo fratello) dal 1813.
Mantenne la carica sino alla morte, avvenuta a Milano nel 1826. Per sua espressa volontà venne sepolto nel mausoleo della famiglia Serbelloni a Bellagio.

## Matrimonio e figli
Il 20 ottobre 1777 sposò la contessa Rosine von Sinzendorf-Ernstbrunn (1754-1837), figlia del conte Wenzel Hermann von Sinzendorf (1724-1773) e di sua moglie, Maria Anna von Harrach zu Rohrau (1725-1790). La coppia ebbe insieme i seguenti figli:
- Giovanna (1778-1854), sposò il 10 novembre 1795 a Milano il nobile Giovanni Battista de' Capitani, conte di Concorezzo (1772-1836); il matrimonio col primo marito venne sciolto ed ella si risposò il 10 febbraio 1839 a Milano con Luigi Bolognini Attendolo, conte di Sant'Angelo Lodigiano (1769-1854)
- Ferdinando (1779-1858), VI duca di San Gabrio, celibe
- Beatrice (1780-1832), sposò il 23 aprile 1798 a Milano il nobile Gian Giacomo Trivulzio, VI marchese di Sesto Ulteriano (1774-1831)
- Anna Maria (1782-1813), sposò il 24 giugno 1801 il nobile Luigi Porro Lambertenghi, conte del Regno napoleonico d'Italia e marchese Porro (1780-1860)
- Giovanni Battista (1784-1854), sposò Fanny Ekerlin
- Giulia (1787-1849), sposò il 26 dicembre 1808 a Milano il nobile Ferdinando Crivelli, IV conte di Ossolaro, II Conte di Luino (1767-1856); fu madre di Alberto Crivelli, V conte di Ossolaro, III Conte di Luino ed ambasciatore imperiale presso la Santa Sede

## Ascendenza
|                                             |                   |                                                                  | Genitori                                                     |  |  | Nonni |  |  | Bisnonni                                |  |  | Trisnonni                                    |  |
|                                             |                   |                                                                  |                                                              |  |  |       |  |  | Gabrio Serbelloni, I duca di San Gabrio |  |  | Giovanni Serbelloni, II conte di Castiglione |  |
|                                             |                   |                                                                  |                                                              |  |  |       |  |  | Gabrio Serbelloni, I duca di San Gabrio |  |  | Giovanni Serbelloni, II conte di Castiglione |  |
|                                             |                   | Luigia de Marini                                                 |                                                              |  |  |       |  |  | Gabrio Serbelloni, I duca di San Gabrio |  |  |                                              |  |
| Giovanni Serbelloni, II duca di San Gabrio  |                   |                                                                  |                                                              |  |  |       |  |  | Gabrio Serbelloni, I duca di San Gabrio |  |  |                                              |  |
|                                             |                   | Livia Lante Montefeltro della Rovere                             | Ludovico Lante Montefeltro della Rovere                      |  |  |       |  |  |                                         |  |  |                                              |  |
|                                             |                   | Livia Lante Montefeltro della Rovere                             | Ludovico Lante Montefeltro della Rovere                      |  |  |       |  |  |                                         |  |  |                                              |  |
|                                             |                   | Livia Lante Montefeltro della Rovere                             | Olimpia Cesi                                                 |  |  |       |  |  |                                         |  |  |                                              |  |
| Gabrio Serbelloni, III duca di San Gabrio   |                   | Livia Lante Montefeltro della Rovere                             |                                                              |  |  |       |  |  |                                         |  |  |                                              |  |
|                                             |                   | Antonio Trotti Bentivoglio, III conte di Casal Cermello          | Gian Galeazzo Trotti Bentivoglio, II conte di Casal Cermello |  |  |       |  |  |                                         |  |  |                                              |  |
|                                             |                   | Antonio Trotti Bentivoglio, III conte di Casal Cermello          | Gian Galeazzo Trotti Bentivoglio, II conte di Casal Cermello |  |  |       |  |  |                                         |  |  |                                              |  |
|                                             |                   | Antonio Trotti Bentivoglio, III conte di Casal Cermello          | Paola Cuttica                                                |  |  |       |  |  |                                         |  |  |                                              |  |
| Maria Giulia Trotti Bentivoglio             |                   | Antonio Trotti Bentivoglio, III conte di Casal Cermello          |                                                              |  |  |       |  |  |                                         |  |  |                                              |  |
|                                             |                   | Costanza Litta                                                   | Agostino Litta, III marchese di Gambolò                      |  |  |       |  |  |                                         |  |  |                                              |  |
|                                             |                   | Costanza Litta                                                   | Agostino Litta, III marchese di Gambolò                      |  |  |       |  |  |                                         |  |  |                                              |  |
|                                             |                   | Costanza Litta                                                   | Maria Ferrer                                                 |  |  |       |  |  |                                         |  |  |                                              |  |
| Alessandro Serbelloni, V duca di San Gabrio |                   | Costanza Litta                                                   |                                                              |  |  |       |  |  |                                         |  |  |                                              |  |
|                                             | Agostino Ottoboni | Marco Ottoboni                                                   |                                                              |  |  |       |  |  |                                         |  |  |                                              |  |
|                                             | Agostino Ottoboni | Marco Ottoboni                                                   |                                                              |  |  |       |  |  |                                         |  |  |                                              |  |
|                                             | Agostino Ottoboni | Vittoria Tornielli                                               |                                                              |  |  |       |  |  |                                         |  |  |                                              |  |
| Marco Ottoboni, I duca di Fiano             | Agostino Ottoboni |                                                                  |                                                              |  |  |       |  |  |                                         |  |  |                                              |  |
|                                             |                   | Paolina Bernardo                                                 | …                                                            |  |  |       |  |  |                                         |  |  |                                              |  |
|                                             |                   | Paolina Bernardo                                                 | …                                                            |  |  |       |  |  |                                         |  |  |                                              |  |
|                                             |                   | Paolina Bernardo                                                 | …                                                            |  |  |       |  |  |                                         |  |  |                                              |  |
| Maria Vittoria Ottoboni                     |                   | Paolina Bernardo                                                 |                                                              |  |  |       |  |  |                                         |  |  |                                              |  |
|                                             |                   | Gregorio Boncompagni, V duca di Sora, II co-principe di Piombino | Ugo Boncompagni, IV duca di Sora                             |  |  |       |  |  |                                         |  |  |                                              |  |
|                                             |                   | Gregorio Boncompagni, V duca di Sora, II co-principe di Piombino | Ugo Boncompagni, IV duca di Sora                             |  |  |       |  |  |                                         |  |  |                                              |  |
|                                             |                   | Gregorio Boncompagni, V duca di Sora, II co-principe di Piombino | Maria Ruffo                                                  |  |  |       |  |  |                                         |  |  |                                              |  |
| Giulia Boncompagni                          |                   | Gregorio Boncompagni, V duca di Sora, II co-principe di Piombino |                                                              |  |  |       |  |  |                                         |  |  |                                              |  |
|                                             |                   | Ippolita Ludovisi, II co-principessa di Piombino                 | Niccolò I Ludovisi, I principe di Piombino                   |  |  |       |  |  |                                         |  |  |                                              |  |
|                                             |                   | Ippolita Ludovisi, II co-principessa di Piombino                 | Niccolò I Ludovisi, I principe di Piombino                   |  |  |       |  |  |                                         |  |  |                                              |  |
|                                             |                   | Ippolita Ludovisi, II co-principessa di Piombino                 | Costanza Pamphilj                                            |  |  |       |  |  |                                         |  |  |                                              |  |
|                                             |                   | Ippolita Ludovisi, II co-principessa di Piombino                 |                                                              |  |  |       |  |  |                                         |  |  |                                              |  |